# ستوك هاموند (باكينجهامشير)
ستوك هاموند (بالإنجليزية: Stoke Hammond)‏ هي قرية وأبرشية مدنية تقع في المملكة المتحدة في إنجلترا. يقدر عدد سكانها بـ 875 نسمة .